# اسلام‌آباد محمدحسین
اسلام‌آباد محمدحسین، روستایی از توابع بخش زز و ماهرو شهرستان الیگودرز در استان لرستان ایران است.

## جمعیت
این روستا در دهستان زز غربی قرار دارد و براساس سرشماری مرکز آمار ایران در سال ۱۳۸۵، جمعیت آن ۶۷ نفر (۱۲ خانوار) بوده‌است. مردم این روستا از طایفه قائد خان‌جمالی می‌باشد.